# Charles Holden

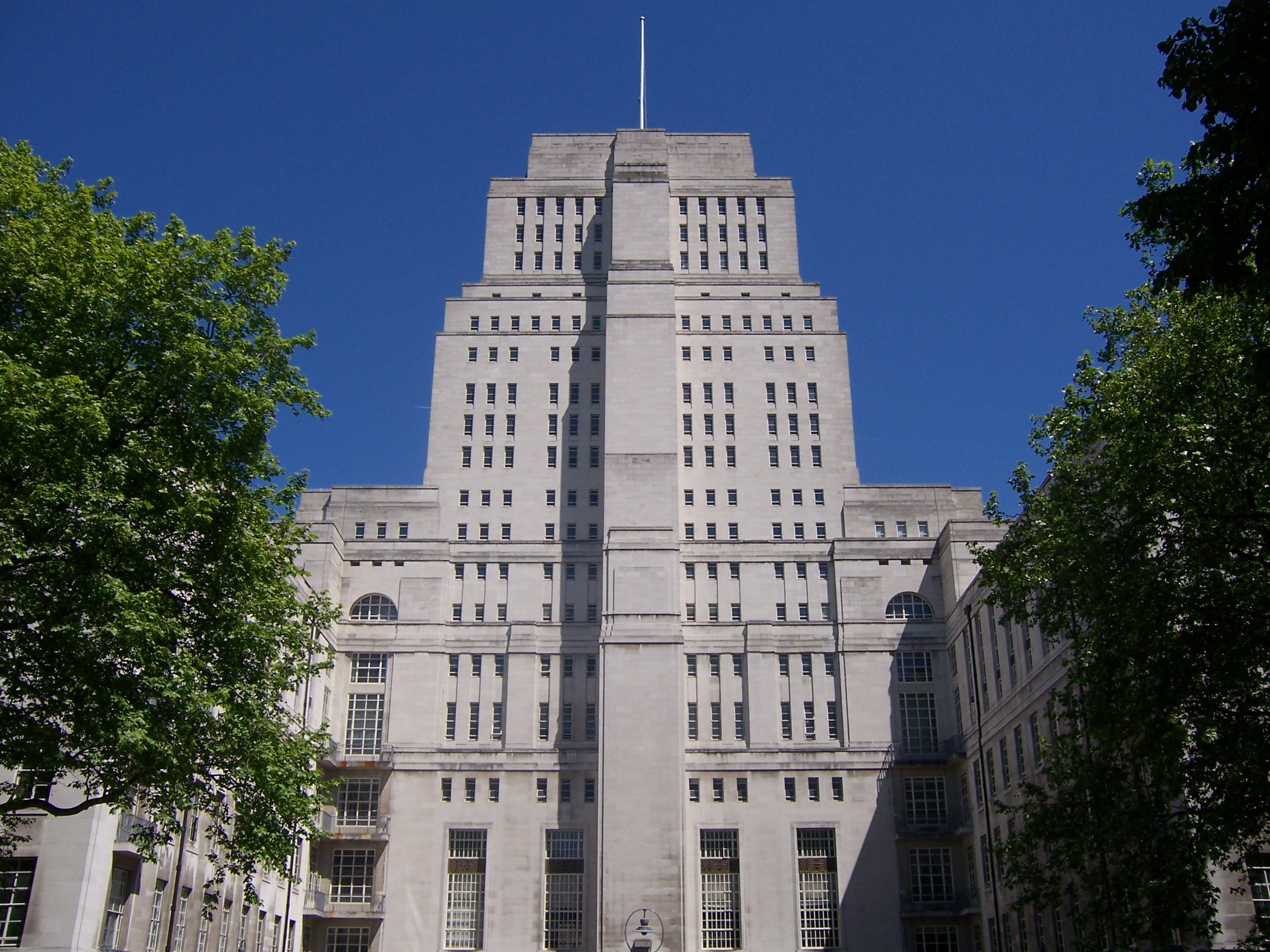
A Senate House, de Holden, é a sede administrativa e da biblioteca da Universidade de Londres.

Charles Henry Holden (12 de Maio de 1875 - 1 de Maio de 1960) foi um arquitecto inglês famoso pelo design que projectou para algumas estações do Metropolitano de Londres durante os anos 20 e 30.

## Vida familiar
Por volta de 1898, Holden começou a viver com Margaret Steadman (née Macdonald, 1865–1954), enfermeira e parteira. Eles foram apresentados pela irmã mais velha de Holden, Alice, e tornaram-se amigos através de seu interesse comum em Whitman. Steadman havia se separado do marido James Steadman, um tutor da universidade, por causa de seu alcoolismo e abuso. Steadman e seu marido nunca se divorciaram e, embora ela e Holden vivessem como casal e Holden se referisse a ela como esposa, o relacionamento nunca foi formalizado, mesmo após a morte de James Steadman em 1930.
Os Holdens viveram no subúrbio de Norbiton, Surrey (atualmente Royal Borough of Kingston upon Thames) até 1902, quando se mudaram para Codicote em Hertfordshire. Por volta de 1906, eles se mudaram para Harmer Green, perto de Welwyn, onde Holden projetou uma casa para eles. A casa era mobiliada com simplicidade e o casal viveu uma vida simples, descrita por Janet Ashbee em 1906 como "bananas e pão integral sobre a mesa; sem água quente; vida simples e alto pensamento e atividade extenuante para a melhoria do mundo". O casal não teve filhos juntos, embora Margaret tenha um filho, Allan, de seu casamento. Charles e Margaret Holden viveram em Harmer Green pelo resto de suas vidas.

## Reconhecimento e legado
Holden ganhou a Medalha de Arquitetura de Londres da RIBA em 1929 (concedida em 1931) por 55 Broadway. Em 1936, ele recebeu a medalha de ouro real da RIBA por seu corpo de trabalho. Ele foi vice-presidente da RIBA de 1935 a 1937 e membro da Comissão Real de Belas Artes de 1933 a 1947. Em 1943, ele foi nomeado Royal Designer for Industry para o design de equipamentos de transporte. [16] Ele recebeu doutorado honorário pela Universidade de Manchester em 1936 e Universidade de Londres em 1946. Muitos dos edifícios de Holden receberam o status de listado, protegendo-os contra demolições e alterações não aprovadas.
Holden recusou o convite para se tornar um acadêmico real em 1942, tendo sido previamente indicado, mas recusou-se por causa de sua conexão com Epstein. Ele recusou duas vezes a cavalaria, em 1943 e 1951, como considerava ser contraria seu estilo de vida simples e considera a arquitetura um processo colaborativo.
A RIBA possui uma coleção de documentos e materiais pessoais de Holden da Adams, Holden & Pearson. A RIBA organizou exposições de seu trabalho na Galeria Heinz em 1988 e no Museu Victoria e Albert entre outubro de 2010 e fevereiro de 2011. Uma casa pública perto da estação de metrô Colliers Wood foi nomeada "The Charles Holden", inspirando-se no arquiteto.